# Léopoldine Hugo
Léopoldine Cécile Marie Pierre Catherine Hugo (Parijs, 28 augustus 1824 – Villequier, 4 september 1843) is de oudste dochter van de literator Victor Hugo en Adèle Foucher.

## Biografie
Op 28 augustus 1824 werd in de Rue de Vaugard 88 in Parijs het tweede kind van Adèle Foucher en de inmiddels al befaamde dichter Victor Hugo geboren, genaamd Léopoldine. Hun oudste kind Léopold leefde slechts enkele maanden. De naamgeving voert terug op de vader van Victor Hugo, Joseph Léopold Sigisbert Hugo, een generaal tijdens het eerste keizerrijk. Léopoldine werd vaders oogappel en hij sprak haar aan met de koosnamen Didine of kortweg Didi.
Ondanks de uitgesproken antiklerikale inslag van Victor Hugo groeide Léopoldine op als een devote katholiek en werd de Eerste Heilige Communie van Léopoldine in 1836 traditioneel gevierd. Na de mis, onder andere bijgewoond door twee literaire grootheden van die tijd Alexander Dumas en Théophile Gautier, volgde een banket ten huize Hugo.

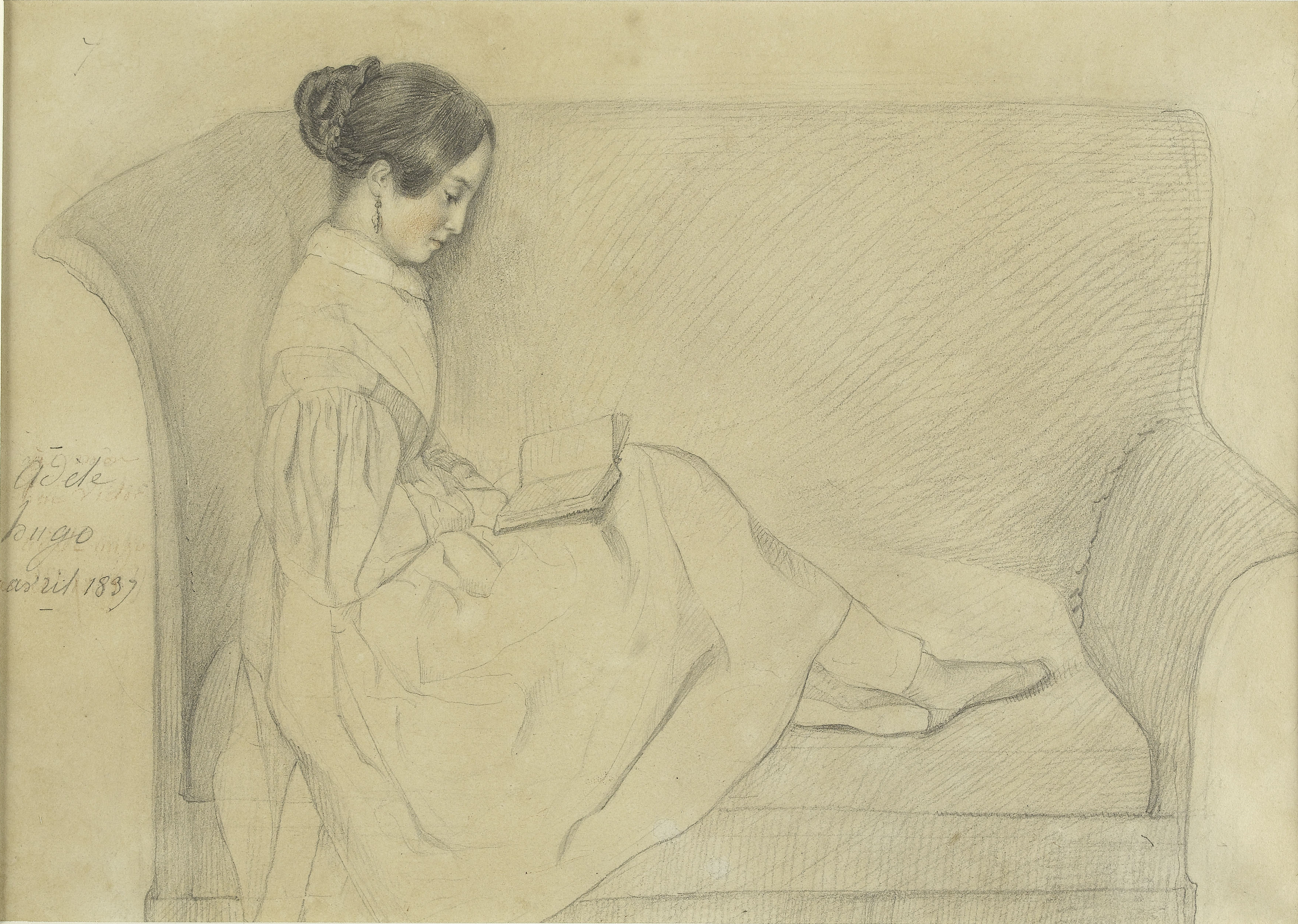
De lezende Léopoldine getekend door haar zuster Adèle in 1837. Maison de Victor Hugo, Parijs

Léopoldine genoot de aandacht van veel huwelijkspretendenten, waaronder ook haar toekomstige echtgenoot Charles Vacquerie, die ze al op veertienjarige leeftijd leerde kennen tijdens een bezoek van de familie Hugo aan de redersfamilie Vacquerie in hun woonplaats Villequier aan de benedenloop van de Seine. De veertienjarige Léopoldine en de eenentwintigjarige Charles zien in elkaar toekomstige echtgenoten, maar vader Hugo vindt haar de komende jaren nog te jong om een huwelijk aan te gaan en wil zijn geliefde kind-muze niet missen.
Dat verschillende familieleden Vacquerie in de rouw zijn, vraagt ook om uitstel. Na vijf jaar vindt op 15 februari 1843 de huwelijksvoltrekking ten slotte in besloten kring plaats in de Église Saint-Paul-Saint-Louis in Parijs.
Op 2 september van dat jaar arriveert het paar in Villequier en op de daaropvolgende maandag 4 september zet Charles zich om tien uur aan boord van een nieuwe door zijn oom Pierre Vacquerie, een oud-zeeman, gebouwde wedstrijdkano. Zijn oom en diens elfjarige zoontje Arthur bemannen de kano eveneens. Zij willen afvaren naar notaris van Villequier, mr. Bazire, te Caudebec aan dezelfde rechter Seine-oever stroomopwaarts gelegen voor de afwikkeling van de nalatenschap van de kort tevoren overleden vader van Charles. Het zal om een half uur varen gaan.
Op het moment van vertrek stelt Charles aan Léopoldine voor om mee te gaan, maar zij ziet daarvan af omdat zij zich nog niet gekleed heeft. Even later komt Charles terug om twee zware keien van voor de gevel van het huis in de kano te plaatsen als extra ballast. Léopoldine roept dat ze alsnog meegaat en vraagt haar vijf minuten tijd te geven. Mevrouw Vacquerie drukt hen op het hart voor lunchtijd terug te zijn, maar heeft daar zelf een hard hoofd in vanwege het uitblijven van wind om te kunnen zeilen. De boot vordert dan ook langzaam.
Na gedane zaken probeert de notaris de vier opvarenden te overreden om niet over water terug te gaan vanwege het onstuimig geworden water van de Seine. Hij biedt hen zijn rijtuig aan, maar de vier bedanken hiervoor.

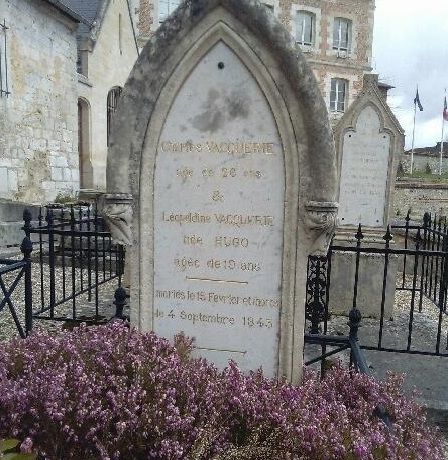
Graf van Léopoldine Hugo en Charles Vacquerie te Villequier

Oom Vacquerie zit aan het roer wanneer een plotselinge windvlaag op het zeil slaat en de kano doet kapseizen. Boeren op de andere oever zien Charles weer boven water komen en horen hem schreeuwen, vervolgens al duikend weer onder water verdwijnen, opnieuw bovenkomen en opnieuw duiken. Dit herhaalt zich zes maal. Zij gaan ervan uit dat hij probeert zijn vrouw te redden. Charles is een uitstekend zwemmer die niet snel zal verdrinken. Het vermoeden rijst nadien – misschien kenmerkend voor die tijd waarin de romantiek hoogtij viert – dat Charles, wanhopig dat hij zijn zwangere vrouw niet heeft kunnen redden, opzettelijk de dood heeft gekozen. Uiteindelijk worden de drenkelingen bij de weduwe Vacquerie het huis binnengedragen.

## Léopoldine in het werk van haar vader
Victor Hugo, op de terugreis van een verblijf in Spanje met zijn maîtresse, de actrice Juliette Drouet, kwam pas vier dagen later in Rochefort op de hoogte van de dood van zijn dochter, doordat zijn oog viel op een overlijdensbericht in een opengeslagen exemplaar van Le Siécle op 9 september. Hij arriveerde twee dagen later in Parijs en was pas in september 1846 in staat om de confrontatie met het graf van zijn dochter aan te gaan. Aan haar nagedachtenis wijdde hij talrijke gedichten, waarvan het Demain à láube als het meest indrukwekkende beschouwd wordt. Hij maakte in de herfst 1843 kennis met de schrijfster Léonie d’Aunet die hem stimuleerde tot het schrijven van Les Contemplations om de rouw om zijn dochter te verwerken. Enkele jaren was hij als schrijver niet productief. Tien jaar later tijdens zijn ballingschap op het eiland Guernsey voerde hij in een spiritistische seance ten huize van de schrijfster Delphine de Girardin een dialoog met een vrouwelijke geest waarvan hij aannam dat die van Léopoldine was. Hugo was een groot wandelaar. Jaarlijks maakte hij een pelgrimage naar het graf van Léopoldine vanuit Le Havre naar Villequier. Lopend van het station van Yvetot naar Villequier, zo’n vijftien kilometer, doorkruiste hij zeker het bos van Trait-Maulévrier. Maar de aldaar niet aanwezige bergen en wouden, die wel figureren in het gedicht Demain à l’aube moeten misschien als metaforen opgevat worden, symbolische obstakels die hij moet overwinnen om zijn dochter te bereiken. Op haar graf staan nog steeds heideplantjes.
De jongere zus Adèle, die dertien was ten tijde van de verdrinking van Léopoldine, werd sterk door haar dood geraakt. Zij stierf 70 jaar later in een krankzinnigengesticht. Haar broers Charles en François-Victor volgden in 1852 hun vader in diens vrijwillige ballingschap naar Jersey; beiden stierven al op middelbare leeftijd. Geen van de vijf kinderen van Victor Hugo overleefde hem.

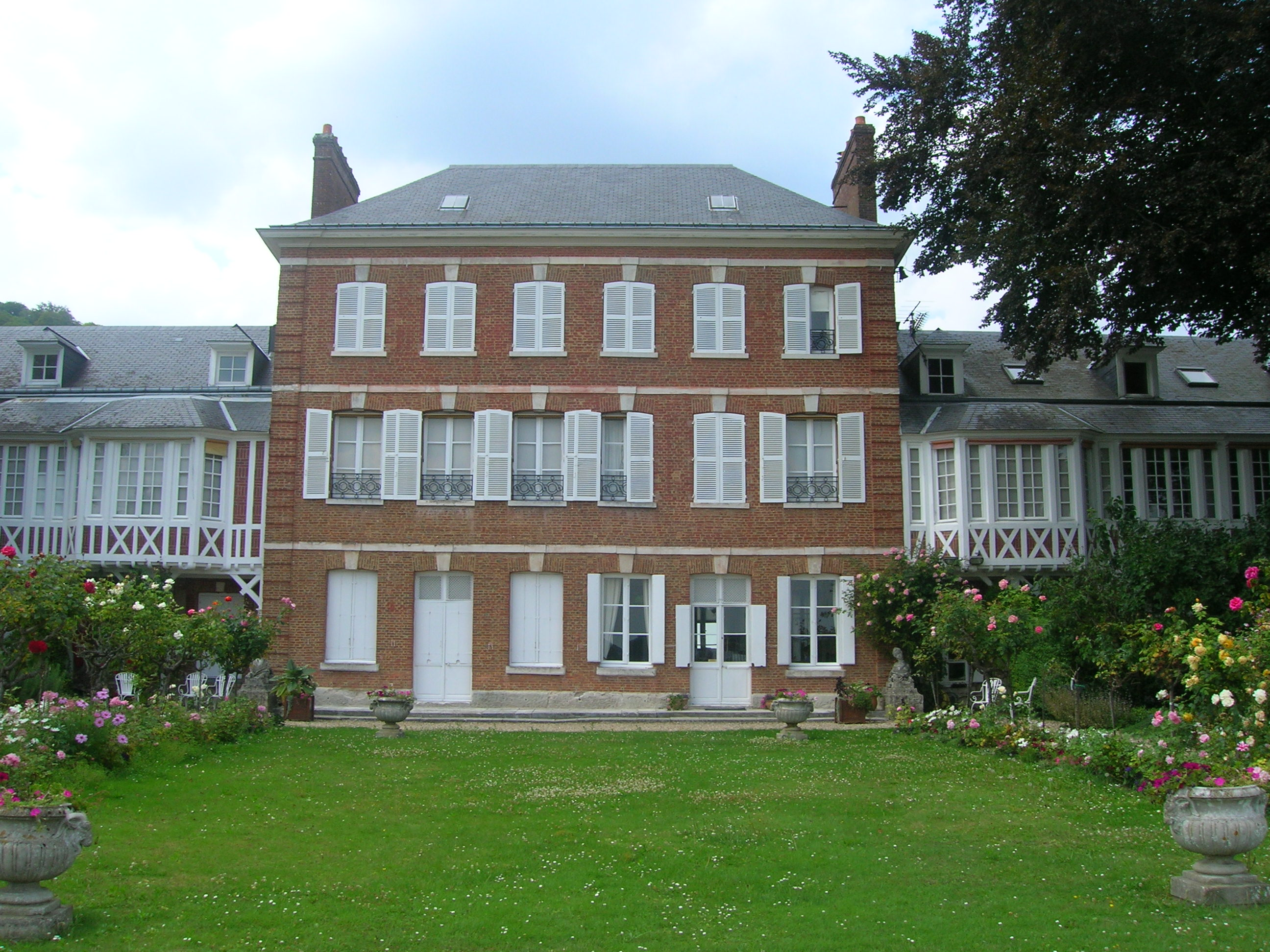
De woning van de familie Vacquerie aan de Seine te Villequier vanwaar Léopoldine Hugo en haar man Charles Vacquerie op 4 september 1843 met de kano vertrokken naar Caudebec, thans Musée Victor Hugo

## Gedicht van Victor Hugo als eerbetoon aan zijn dochter Léopoldine
Demain, dès l'aube, à l'heure où blanchit la campagne,

Je partirai. Vois-tu, je sais que tu m'attends.

J'irai par la forêt, j'irai par la montagne.

Je ne puis demeurer loin de toi plus longtemps.

Je marcherai les yeux fixés sur mes pensées,

Sans rien voir au dehors, sans entendre aucun bruit,

Seul, inconnu, le dos courbé, les mains croisées,

Triste, et le jour pour moi sera comme la nuit.

Je ne regarderai ni l’or du soir qui tombe,

Ni les voiles au loin descendant vers Harfleur,

Et quand j'arriverai, je mettrai sur ta tombe

Un bouquet de houx vert et de bruyère en fleur.

Victor Hugo, Les Contemplations, 3 Septembre 1847

Nog voor zonsopgang, morgen, zal ik al vertrekken,

Ik moet wel gaan. Besef dat jij mij reeds verwacht.

Geen berg of bos zal op mijn tocht tot rusten strekken.

Gescheiden zijn, ik heb daartoe niet meer de kracht.

Geen voet verzet ik of ik draag je met mij mee,

Slechts jouw stem hoor ik, ik zie enkel jouw gezicht,

Gebogen, eenzaam, mijn handen gekruist in wee,

Vergaat de dag mij als de nacht in somber licht.

En komen op Harfleur nog late zeilen af,

Dan gaat dat als het avondrood aan mij voorbij.

Ben ik tenslotte aangekomen bij je graf,

Bezorg ik groene hulst met takjes paarse hei.

August Agasi, 20 januari 2006

## Bespreking
Hugo schreef het gedicht op 4 oktober 1847 maar antedateerde het naar 3 september, de vooravond van de dood van Léopoldine. Het werd als gedicht XV uit Pauca meae (enige verzen voor mijn dochter) in het vierde boek van Les Contemplations in 1856 gepubliceerd. Zelf gaf hij het gedicht geen titel mee, in de literatuur staat het vers bekend als Dès l’aube. Het gedicht is naar de Franse klassieke poëtische traditie in alexandrijnen geschreven: zesvoetige jambische versregels, waarbij enkel de regels met vrouwelijk of slepend eindrijm (“campagne” en “montagne” in dit vers) dertien lettergrepen bevatten in plaats van twaalf, waarmee de regels met een mannelijk of staand eindrijm eindigen. Deze regelmatige afwisseling van de onbeklemtoonde en de beklemtoonde lettergreep, de jambe, doet het gedicht in de maat lopen. De drie kwatrijnen bezitten een kruislings rijmschema. Een vertaling dient volledige recht te doen aan deze formele kenmerken van de oorspronkelijke tekst.
De lezer niet vertrouwd met de biografische achtergrond van het vers zal in de voorlaatste regel verrast worden door de dramatische afloop. Bekend met de ontstaansgeschiedenis van het gedicht, zullen “de zeilen” uit de laatste strofe gelezen kunnen worden als verwijzing naar het noodlottige ongeluk op het water, het plotseling door een windvlaag overbelaste zeil dat de kano deed kapseizen en zijn dochter deed verdrinken.
Met de publicatie in 1856 van de gedichtenbundel Les Contemplations, die 156 gedichten in zes delen omvat, kwam een einde aan de lange periode van stilte van Hugo. De gedichten verbeelden de noodzaak om weer een zinvol bestaan te leiden. De bundel omvat twee delen, Autrefois (1830-1843) en het deel Aujourd’hui (1843-1853) , waarin de dood van Léopoldine centraal staat. In boek IV Pauca meae (Un peu de moi), een paar herinneringen voor mijn dochter, probeert de dichter over de dood heen contact met zijn dochter te maken. In Deel V En marche is het thema de herwonnen energie en het zoeken naar een meditatieve weg om zijn ballinbgschap zin te geven. De epiloog met de betekenisvolle titel A celle qui est resté en France is eveneens gewijd aan Léopoldine.